# Sybra albomaculata
Sybra albomaculata là một loài bọ cánh cứng trong họ Cerambycidae.